# Вејланд (Мисури)
Вејланд (енгл. Wayland) град је у америчкој савезној држави Мисури.

## Демографија
По попису из 2010. године број становника је 533, што је 108 (25,4%) становника више него 2000. године.
| Група             | 2000.       | 2010.       |
| Белци             | 419 (98,6%) | 523 (98,1%) |
| Афроамериканци    | 0 (0,0%)    | 1 (0,2%)    |
| Азијати           | 0 (0,0%)    | 2 (0,4%)    |
| Хиспаноамериканци | 4 (0,9%)    | 3 (0,6%)    |
| Укупно            | 425         | 533         |